# Podział administracyjny Gujany

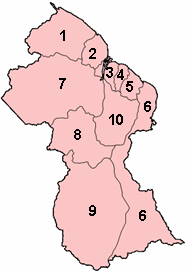
Regiony Gujany

Gujana dzieli się na 10 regionów. Niższy szczebel administracji lokalnej stanowi 27 tzw. sąsiedztw (neighorhood councils). 
Regiony:
1. Barima-Waini
2. Pomeroon-Supenaam
3. Essequibo Islands-West Demerara
4. Demerara-Mahaica
5. Mahaica-Berbice
6. East Berbice-Corentyne
7. Cuyuni-Mazaruni
8. Potaro-Siparuni
9. Upper Takutu-Upper Essequibo
10. Upper Demerara-Berbice